# Barylypa notocarinata
Barylypa notocarinata är en stekelart som beskrevs av Petcu 1971. Barylypa notocarinata ingår i släktet Barylypa och familjen brokparasitsteklar. Inga underarter finns listade.